# Leśna Turnia (Rzędkowice)
Leśna Turnia – skała na Wyżynie Częstochowskiej w miejscowości Rzędkowice w województwie śląskim, w powiecie zawierciańskim, w gminie Włodowice. Jest jedną ze Skał Rzędkowickich. Jest najdalej na północ wysuniętą w grupie tych skał i znajduje się na ich północno-wschodnim krańcu. Na mapie Geoportalu opisana jest jako Świdowa Skała, przez wspinaczy skalnych czasem nazywana Świdówką.
Jest to samotna skała w lesie. Zbudowana jest z wapieni i ma wysokość do 20 m. Jest połoga, pionowa lub przewieszona i znajdują się w niej takie formacje skalne jak: komin, filar i zacięcie.

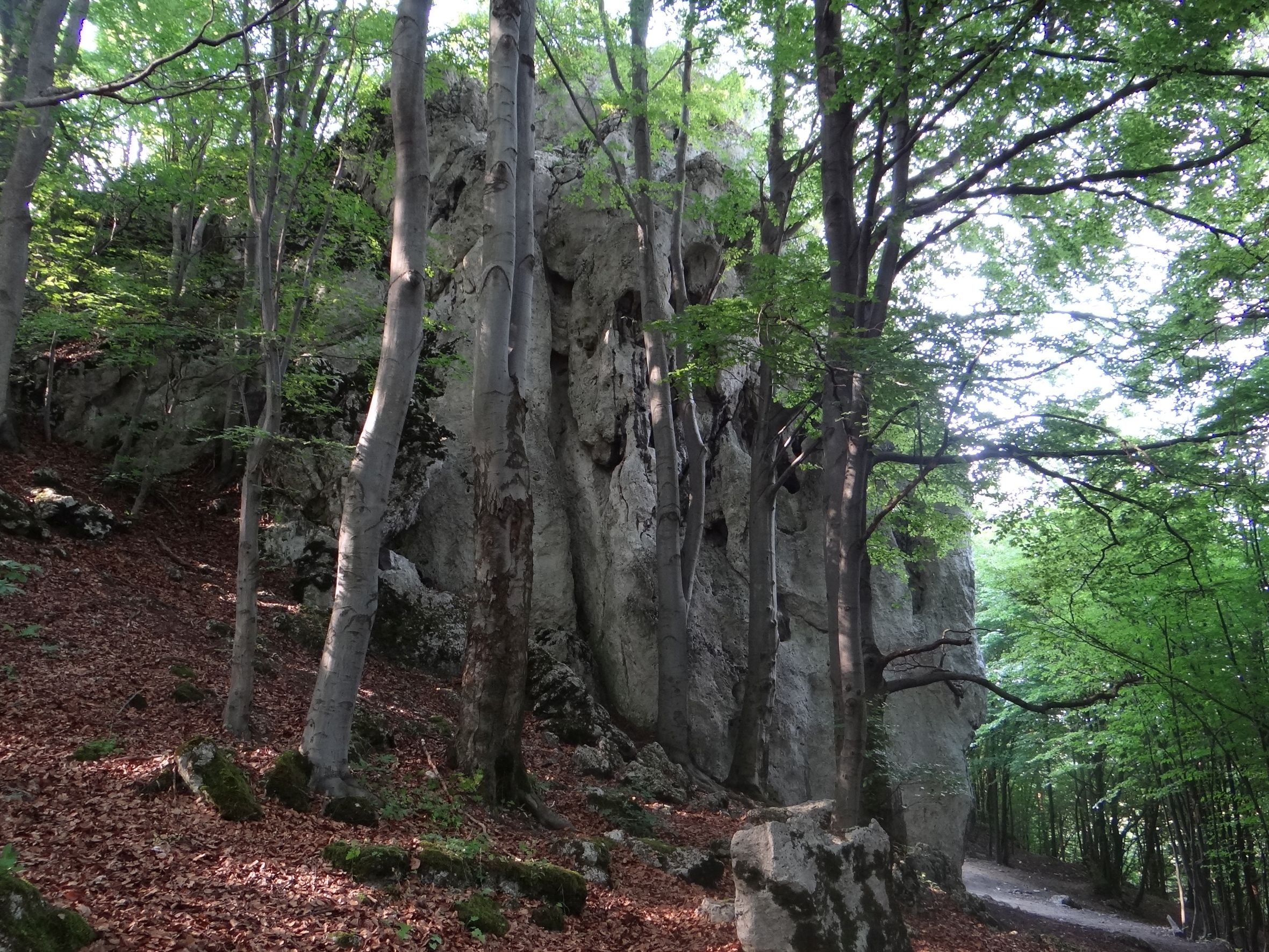
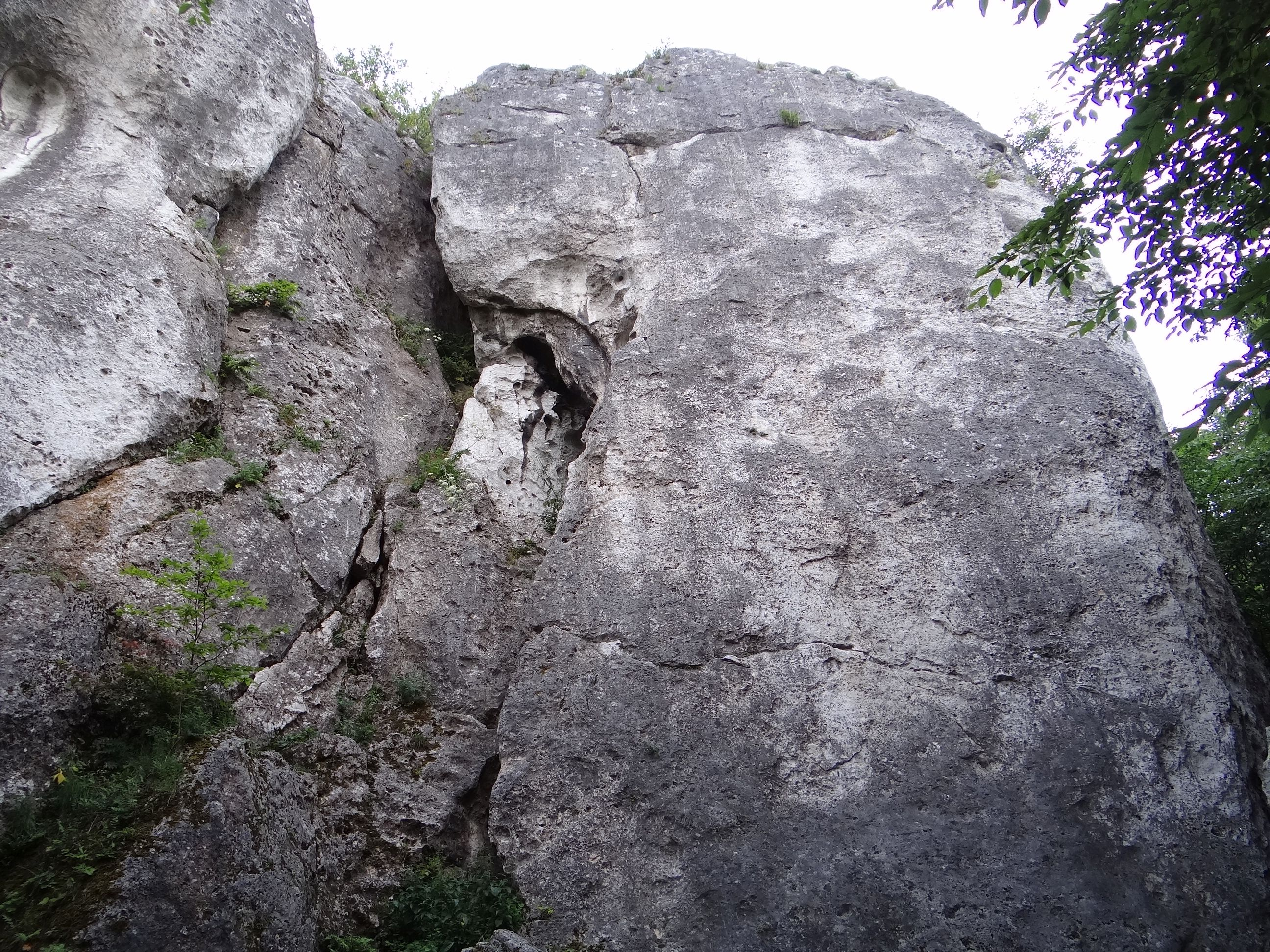
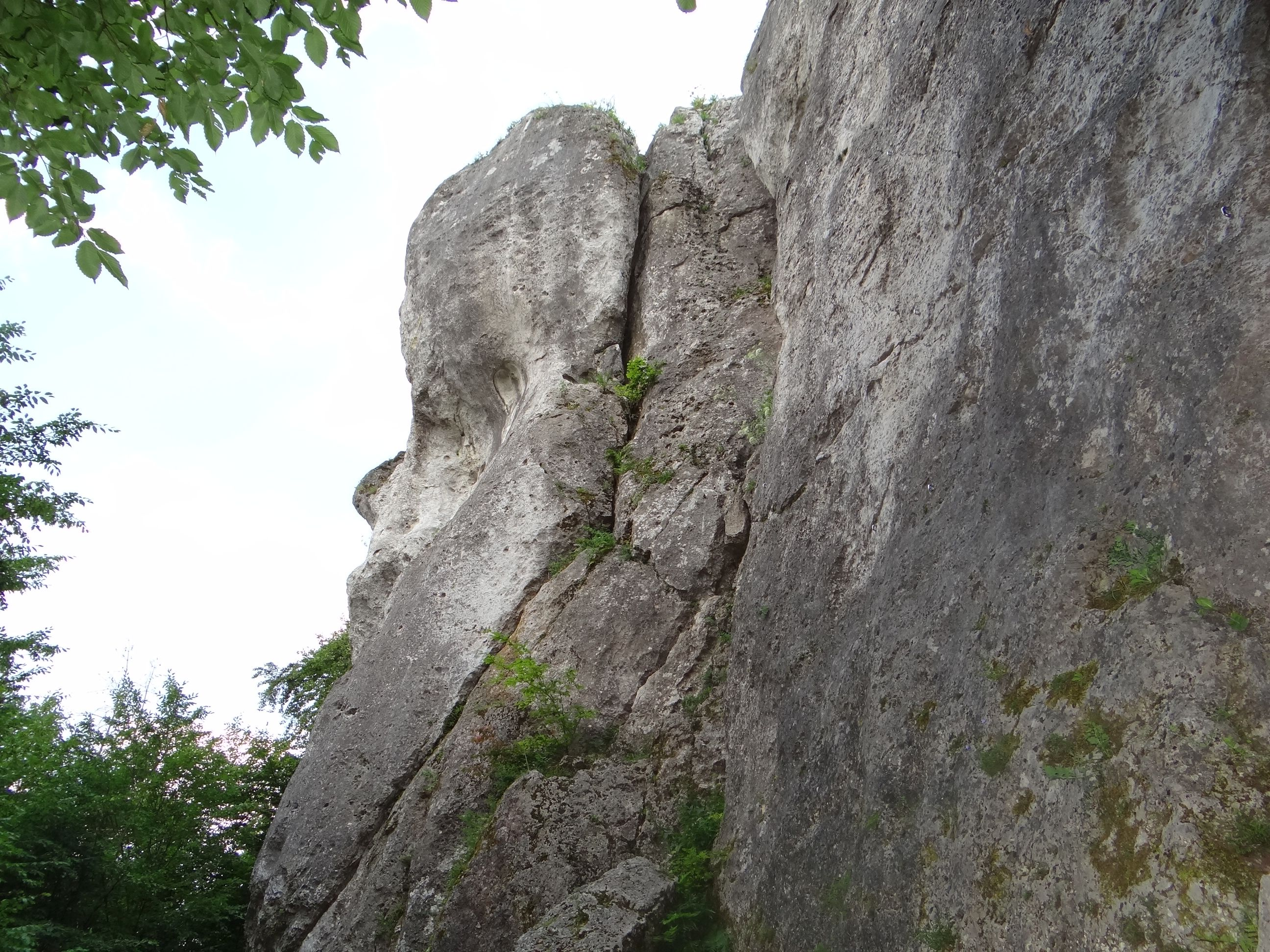
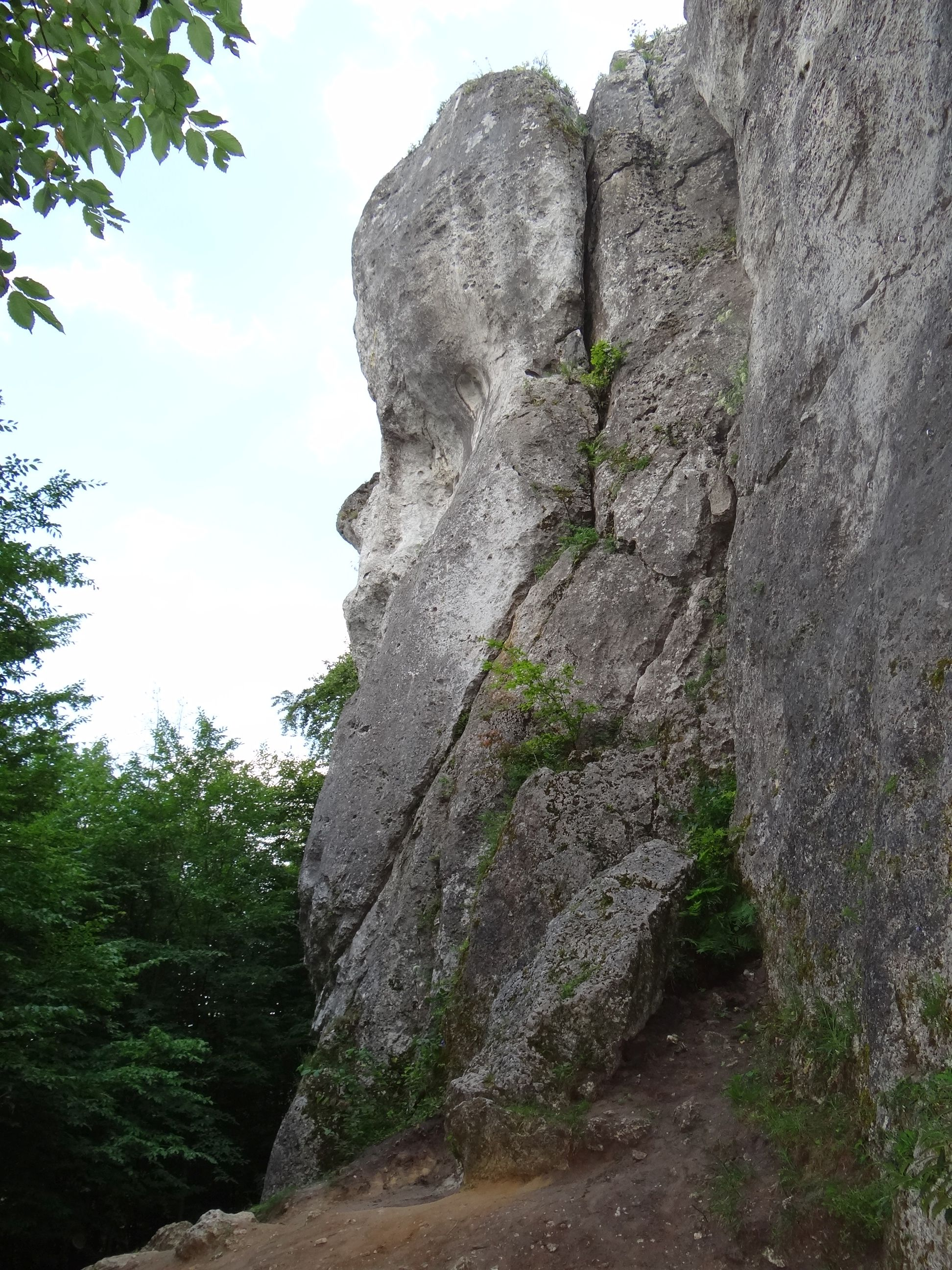
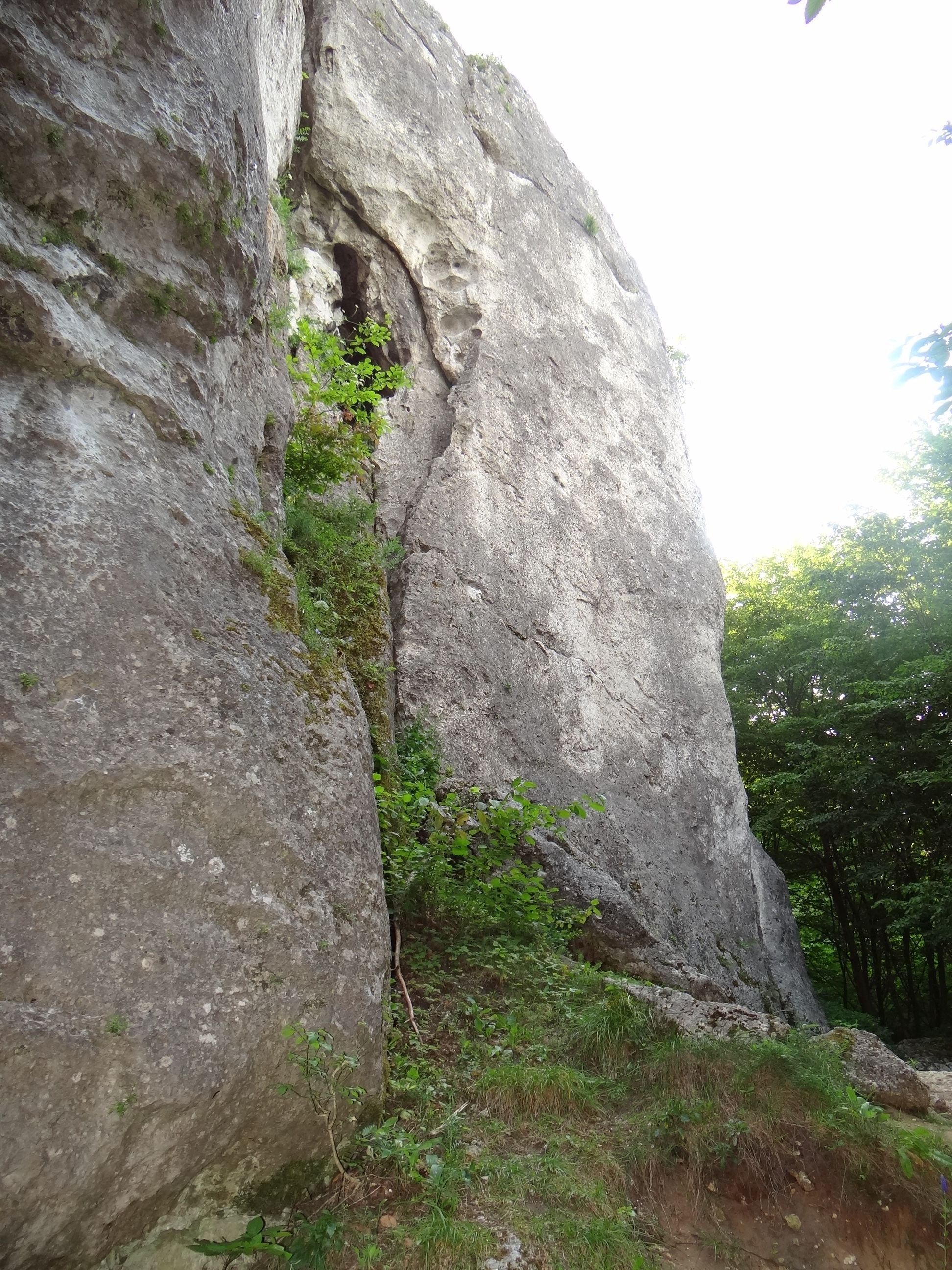

## Drogi wspinaczkowe
Leśna Turnia jest bardzo popularnym obiektem wspinaczki skalnej. Ściany wspinaczkowe o wystawie północno-zachodniej, północnej, północno-wschodniej i południowo-wschodniej. Wspinacze poprowadzili na nich 42 drogi wspinaczkowe o trudności od III do VI.5 w skali Kurtyki i długości do 20 m. Większość z nich ma zamontowane stałe punkty asekuracyjne: ringi (r) i stanowiska zjazdowe (st).
Leśna Turnia I
1. Stara trójka; III, 15 m
2. Bez nazwy; VI, 15 m
3. Miejsce przy st, ole; 2s VI.1, 15 m
4. Lewy komin Leśnej; IV, 15 m
5. Lewe nyże; V, 15 m
6. Lewa beczka; 1r V, 15 m
7. Prawa beczka; V+,
8. Leśny dziadek; 5r + st, VI.1, 13 m
9. Amfora; VI.3+, 13 m
10. Kant Leśnej; 5r VI.3+, 12 m

Leśna Turnia II
1. Leśne echa; 5r + st, VI.4/4+, 11 m
2. Kominek Zyzaka; VI, 12 m
3. Warszawskie lekcje (Sztuka kopania); 6r + st, VI.4, 14 m
4. Karatecy z Jasnej Góry; 6r + st, VI.4+, 14 m
5. Negatyw; 8r + st, VI.1+, 16 m

Leśna Turnia III
1. Pozytyw; VI.2+, 16 m
2. Implanty; 5r + st, VI.1+, 13 m
3. Tytanowe implanty; 8r + st, VI.5, 18 m
4. Ścianka ekiperów; 5r + st, IV, 12 m
5. Komin Majchrowicza; IV+, 12 m
6. Dwa pająki; 2st, VI, 20 m
7. Bukowy kominek; IV, 12 m

Leśna Turnia IV (Płyta Wojasa)
1. Zza drzewka; 7r + st, VI.1+, 14 m
2. Hakuna matata; 8r + st, VI.2, 16 m
3. Płyta Wojasa; 7r + st, VI.3, 16 m
4. Prostowanie płyty Wojasa; 7r + st, VI.3+, 16 m
5. Urodzony 9 września; 2r + st, VI.2+, 16 m
6. Filarek Profosa; 6r + st, VI.1+, 16 m

Leśna Turnia V
1. Rysa Czoka; 5r + st, VI, 12 m
2. Allegro; 6r + st, VI.3+, 12 m
3. Kaczy chód; 6r + st, VI.1+, 12 m

Leśna Turnia VI
1. Kacza płyta; 4r + st, VI.2, 10 m
2. Przez okap; VI+, 9 m
3. Rysa Kiełkowskiego; V, 9 m

Leśna Turnia VII (Cyrk)
1. Bez nazwy; IV, 10 m
2. Projekt; 4s
3. Filarek Cyrku; VI.2, 10 m
4. Wywłoka; VI.2, 10 m
5. Zacięcie Cyrku; V+, 8 m
6. Niespełnione obietnice; VI.1, 8 m
7. Cyrkowa rysa; VI+, 8 m
8. Karolek; 1r VI.1+, 8 m
9. Latający cyrk; 4r + st, VI.2

Leśna Turnia VIII
1. Droga Filipa; 2r + st, VI.3, 7 m[1].

W niewielkiej odległości od Leśnej Turni znajduje się mniejsza skała – Kamień przed Leśną, również będąca obiektem wspinaczki skalnej. W Leśnej Turni znajduje się Okno w Leśnej Turni.